# Ifrane

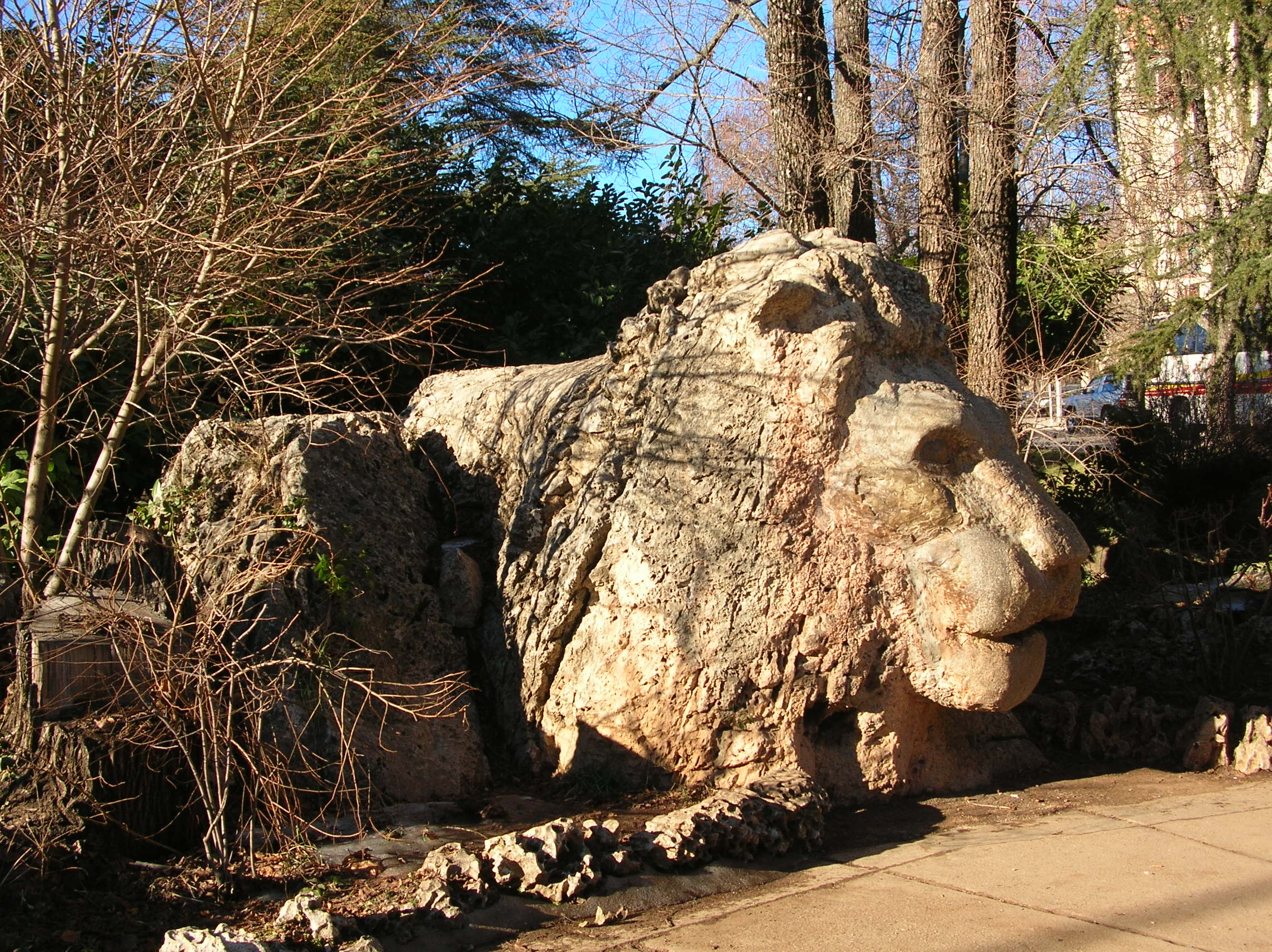
O "Leão de Ifrane", obra de 1930 do escultor francês Henri Jean Moreau (1890-1956), um dos símbolos de Ifrane

Ifrane (em árabe: إفران ou يفرن; romaniz.: Ifrān ou Yefrān; em tifinague: ⵉⴼⵔⴰⵏ ou ⵢⴼⵔⵏ) é uma cidade e estância de esqui do centro-norte de Marrocos, capital da província homónima, que faz parte da região Meknès-Tafilalet. Em 2004 tinha 13 074 habitantes e estimava-se que em 2012 tivesse 14 652 habitantes.
Ifrane significa "grutas" em berbere (ifri no singular). A cidade situa-se nas montanhas do Médio Atlas, a 1 700 metros de altitude, a 70 quilómetros a sul de Fez, 65 quilómetros a sudeste de Mequinez e 200 km a leste de Rabate. Nos arredores da cidade há três áreas naturais protegidas: o Parque Nacional de Ifrane, a noroeste, a Floresta de Cedros a sul e a Reserva de Caça de Ifrane a nordeste.
Foi fundada pelos franceses durante o protetorado como estância alpina, a cidade tem um aspeto notavelmente europeu, lembrando uma aldeia dos Alpes, o que está na origem do epíteto de "Pequena Suíça". Devido à grande altitude, a neve é abundante no inverno e tem um clima fresco no verão. Em Ifrane foi registada a mais baixa temperatura de África: -23°C em 1935.
Um dos palácios da família real marroquina situa-se em Ifrane, que também alberga a Universidade Al Akhawayn, um estabelecimento privado de língua inglesa.
A fauna do parque nacional inclui 37 espécies de mamíferos, 140 espécies de aves e 30 espécies de répteis e anfíbios, entre elas o macaco-de-gibraltar (ou da Barbária), o veado-bárbaro (ou do Atlas ;Cervus elaphus barbarus), lontras, felídeos como o serval, o caracal, etc. Os bosques são semelhantes aos que se encontram nas regiões de clima frio da Europa, com espécies como o cedro-do-atlas (Cedrus atlantica), carvalho-português, azinheiras e o pinheiro-bravo (Pinus pinaster).